# František Sokol
František Sokol (5. února 1939, Tišnov – 11. října 2011, Ostrava) byl český volejbalista, reprezentant Československa, člen bronzového týmu na LOH 1968 v Mexiku. Zemřel koncem roku 2011 po dlouhé nemoci.